# Scoresby Hills
Scoresby Hills är kullar i Kanada.   De ligger i territoriet Nunavut, i den norra delen av landet, 3 500 km nordväst om huvudstaden Ottawa.
Trakten runt Scoresby Hills är permanent täckt av is och snö. Trakten runt Scoresby Hills är nära nog obefolkad, med mindre än två invånare per kvadratkilometer.